# Lindsay Bremner
Lindsay Bremner (* 1954) ist eine südafrikanisch-britische Architektin, Autorin und Professorin für Architektur an der School of Architecture and Cities, University of Westminster, London.

## Werdegang

### Wissenschaft und Forschung
Bremner studierte an der University of Cape Town (Bachelor of Architecture, 1979) und der Princeton University (Master in Architecture, 1981). Mit einer Arbeit unter dem Titel Architectural Semiotics – A critical assessment of the work of Diana Agrest and Mario Gandelsonas machte sie 1992 einen weiteren Masterabschluss an der University of the Witwatersrand. Hier errang sie 2009 den Doctor of Science in Architecture mit der Arbeit Writing the City into Being: Johannesburg 1984 – 2007.
Ihre wissenschaftliche Karriere begann 1983 bis 1994 als Dozentin am Fachbereich Architektur der University of the Witwatersrand. In den Jahren zwischen 1997 und 2002 hatte sie dort eine Gastprofessor sowie 2003/04 eine Professur für Architektur inne, war 1999/2000 Dekanin der Fakultät für Bauwesen (Faculty of the Built Environment) und 2001 stellvertretende Leiterin der Fakultät für Architektur und Planung. Im Jahr 2005 war sie Gastwissenschaftlerin am Department of Architecture, Massachusetts Institute of Technology. Am Fachbereich Architektur, Tyler School of Art der Temple University lehrte sie in den Jahren 2006 bis 2011 als Professorin. Parallel wurde sie dort von 2008 bis 2011 an Department of Geography and Urban Studies eingesetzt. Sie war in der Zeit von 2012 bis 2017 Professorin und Direktorin für Architekturforschung an der Fakultät für Architektur und Bauwesen der Universität Westminster. Seither ist sie Professorin für Architektur der dortigen School of Architecture and Cities.
In ihrer Forschung verfolgt Bremner interdisziplinäre Ansätze in den Bereichen Architektur, Urbanistik und Klimawandel, insbesondere in Städten und Gebieten im globalen Süden. Sie war 2012 bis 2017 Direktorin für Architekturforschung an der Fakultät für Architektur und gebaute Umwelt und koordinierte 2012 bis 2021 die Forschungsgruppe Expanded Territories. Sie ist Direktorin für Forschung und Wissensaustausch an der School of Architecture and Cities und Mitglied der Emerging Territories Research Group der University of Westminster.
Unter dem Titel Geoarchitecture forscht Bremner an der Schnittstelle zwischen Architektur, Geologie und Politik. Das Projekt begann mit einer Untersuchung des steigenden sauren Grubenwassers in Johannesburg und untersuchte zwischen 2013 und 2015 in einem Projekt an der University of Westminster die städtebaulichen und architektonischen Auswirkungen der hydraulischen Schiefergas-Fracking. Ihr Forschungsprojekt Folded Ocean untersuchte die Auswirkungen von globaler Mobilität, Transnationalismus und Umweltveränderungen auf die Landschaft und die Besiedlung rund um den Indischen Ozean. Sie wurde 2016 mit dem European Research Council Starting Grant für Monsoon Assemblages ausgezeichnet. Artikel zu ihrer wissenschaftlichen Arbeit veröffentlicht Bremner auch in einen Blog.
Sie war Commissioning Editor für das Journal of Architecture und Gutachterin für das International Journal of Urban and Regional Research, das Journal of the Indian Ocean Region und Architectural Histories. Im Jahr 2013 war sie Mitglied des wissenschaftlichen Ausschusses der Colonial and Postcolonial Urban Planning in Africa Conference an der Universität Lissabon und im Jahr 2009 bei der African Perspectives Conference an der Universität Pretoria und der Delft University of Technology. Von 2006 bis 2009 war sie Beraterin für das Urban Age-Programm der London School of Economics and Political Science. Außerdem ist sie als Gutachterin für Forschungsbewertungen der South African Research Foundation (NRF) tätig.

### Ausstellungen
Bremner war Kuratorin des südafrikanischen Beitrags Liquid Durban zur Rotterdam Architecture Biennale 2005. Unter dem Titel Between the Dragonfly and the Barometer: Living Borders in a Changing Monsoon Climate stellten im Jahr 2021 Lindsay Bremner, John Cook, Beth Cullen and Christina Leigh Geros das Projekt Monsoon Assemblages (2016–2021) im zentralen Pavillon der Biennale di Venezia aus.

### Architektur
Zu ihren Projekten gehören der Entwurf für das Cyclone Shelter in Ranggabali, Patuakhali (mit Jeremy Voorhees). Gemeinsam mit dem Architekturbüro 26'10 South bearbeitete sie die Pläne zum Wiederaufbau des Sans Souci Community Cinema Theatre in Kliptown, Soweto.

### Politisches Engagement
Nach den Wahlen von 1994 war sie Mitglied des Johannesburg Metropolitan Council, des Stadtrats von Johannisburg. Hier hatte sie sowohl den Vorsitz des Ausschusses für Wohnungsbau und Urbanisierung als auch des Ausschusses für Planung, Städtebau und Umweltmanagement inne. In diesen Funktionen initiierte sie eine Reihe von Großprojekten zur Beseitigung der Hinterlassenschaften der Apartheid in Johannesburg. Dazu gehörte das Baralink-Projekt, das Johannesburg mit Soweto verbindet, sowie der Wettbewerb für das Verfassungsgerichtsgebäude.

## Politische Ämter
Philadelphia
- 2010: Mitglied des Beirats für Philadelphia 2035, Comprehensive Plan for the Philadelphia City Planning Commission

Johannesburg
- 1990–2006: PLANACT (nichtstaatliche Entwicklungsorganisation, 1985 als freiwilliger Zusammenschluss von Fachleuten gegründet)
- 1993–94: Central Witwatersrand Metropolitan Chamber
- 1994–95: Greater Johannesburg Transitional Metropolitan Council
- 1994–95: Vorsitz des Housing and Urbanization Committee, Greater Johannesburg Transitional Metropolitan Council
- 1995–97: Greater Johannesburg Metropolitan Council
- 1995–97: Vorsitz des Planning, Urbanization and Environmental Management Committee, Greater Johannesburg Metropolitan Council
- 1996–97: Vorsitz des Inner City Committee, Greater Johannesburg Metropolitan Council
- 1995–97: Gauteng Planning Forum
- 1995–97: Vorstand des Seven Buildings Project, Johannesburg
- 1995–97: Vorstand des Inner City Housing Upgrading Trust (ICHUT), Johannesburg
- 1995–97: Vorstand des Delta Park Environmental Centre
- 2000: Verwaltungsrat des Freedom Park
- 2001–03: Gauteng Development Tribunal

## Veröffentlichungen (Auswahl)
- mit Iain Low, M. Van der Merwe (Hrsg.): Freedom Square: A Site Investigation of Freedom Square, Kliptown, Soweto, Johannesburg University of the Witwatersrand, Department of Architecture, 1998. ISBN 978-1-86838-211-8
- mit Richard Tomlinson, Robert A. Beauregard, Xolela Mancgu (Hrsg.): Emerging Johannesburg: Perspectives on the Post-Apartheid City. Routledge, London, 2003. ISBN 978-0-415-93559-3
- mit Victor Adetula, Babatunde Ahonsi, Antoine Bouillon, Koku Konu, Mohammed Gheris, Achille Mbembe, Mohamadou Abdoul, Filip De Boeck, Thierry N'landu, Onookome Okome, Carole Rakodi, Maxine Reitzes, Janet Roitman, Abdoumaliq Simone, Jean Omasombo Tshonda, Mohammed-Bello Yunusa, Alfred Zack-Williams, Bahru Zewde, Ibrahim Abdullah, Rem Koolhaas, Okwui Enwezor: Under Siege. Four African Cities – Freetown, Johannesburg, Kinshasa, Lagos: Documenta11_Platform 4, Hatje Cantz Publishers, 2003. ISBN 978-3-7757-9090-1
- mit Elmar Altvater, Margareth Otti, Minze Tummescheit, Alexander Jachnow, Orhan Esen, Shilpa Gupta, Jochen Becker, Michael Zinganel, Kerstin Pinther: Learning from*: Städte von Welt, Phantasmen der Zivilgesellschaft, informelle Organisation, NGBK Neue Gesellschaft für Bildende Kunst, 2003. ISBN 978-3-926796-86-8
- Johannesburg: One City Colliding Worlds, STE Publishers, 2004. ISBN 978-1-919855-28-8
- mit Pep Subirós (Hrsg.): Johannesburg: Emerging/Diverging Metropolis. Mendrisio Mendrisio Academy Press, 2007. ISBN 978-88-87624-35-9
- Theoretical Misappropriations, 2010. ISBN 978-0-557-60278-0
- Writing the city into Being: Essays on Johannesburg 1998-2008, Fourthwall Books, Johannesburg, 2010. ISBN 978-0-9869850-0-3
- mit Roberto Bottazzi, Boyce Mark: Architecture, Energy, Matter. London Department of Architecture, University of Westminster, 2016. ISBN 978-0-9933986-1-2
- Monsoon [+ other] Airs, Monsoon Assemblies, Band 1, University of Westminster, 2017. ISBN 978-1-9999385-0-5
- Monsoon [+ other] Waters, Monsoon Assemblies, Band 2, University of Westminster, 2019. ISBN 978-0-9929657-0-9
- mit John Cook: Monsoon [+ other] Grounds, Monsoon Assemblies, Band 3, University of Westminster, 2020. ISBN 978-0-9929657-1-6
- mit Beth Cullen, Christina Leigh Geros, Harshavardhan Bhat, Anthony Powis: Monsoon As Method: A Book by Monsoon Assemblages, Actar Publishers, 2022. ISBN 978-1-948765-78-7

## Mitgliedschaften
- ab 1983: South African Council for Architects
- 1983–2000, 2005/06: South African Institute of Architects
- 1992: Transvaal Institute of Architects Housing and Urbanisation Committee
- 2002–05: Mitglied im Beratergremium des International Archive of Women in Architecture (IAWA)
- 2007–11: Assoziiertes Mitglied des American Institute of Architects
- 2008: Mitglied im beratenden Ausschuss des Ed Bacon Competition Board
- 2008: Association of Collegial Schools of Architecture (ACSA) Ad Hoc Task Force on International Issues

## Auszeichnungen (Auswahl)
- Graham Foundation Award sowie Jane Jacobs Book Award für das Buch Writing the City into Being: Essays on Johannesburg 1998-2008 (2010).
- Architectural Writers and Critics Award 2022 des South African Institute of Architects